# Fredonia (Wisconsin)
Fredonia è un comune degli Stati Uniti, situato in Wisconsin, nella Contea di Ozaukee.